# Historia de Ghana

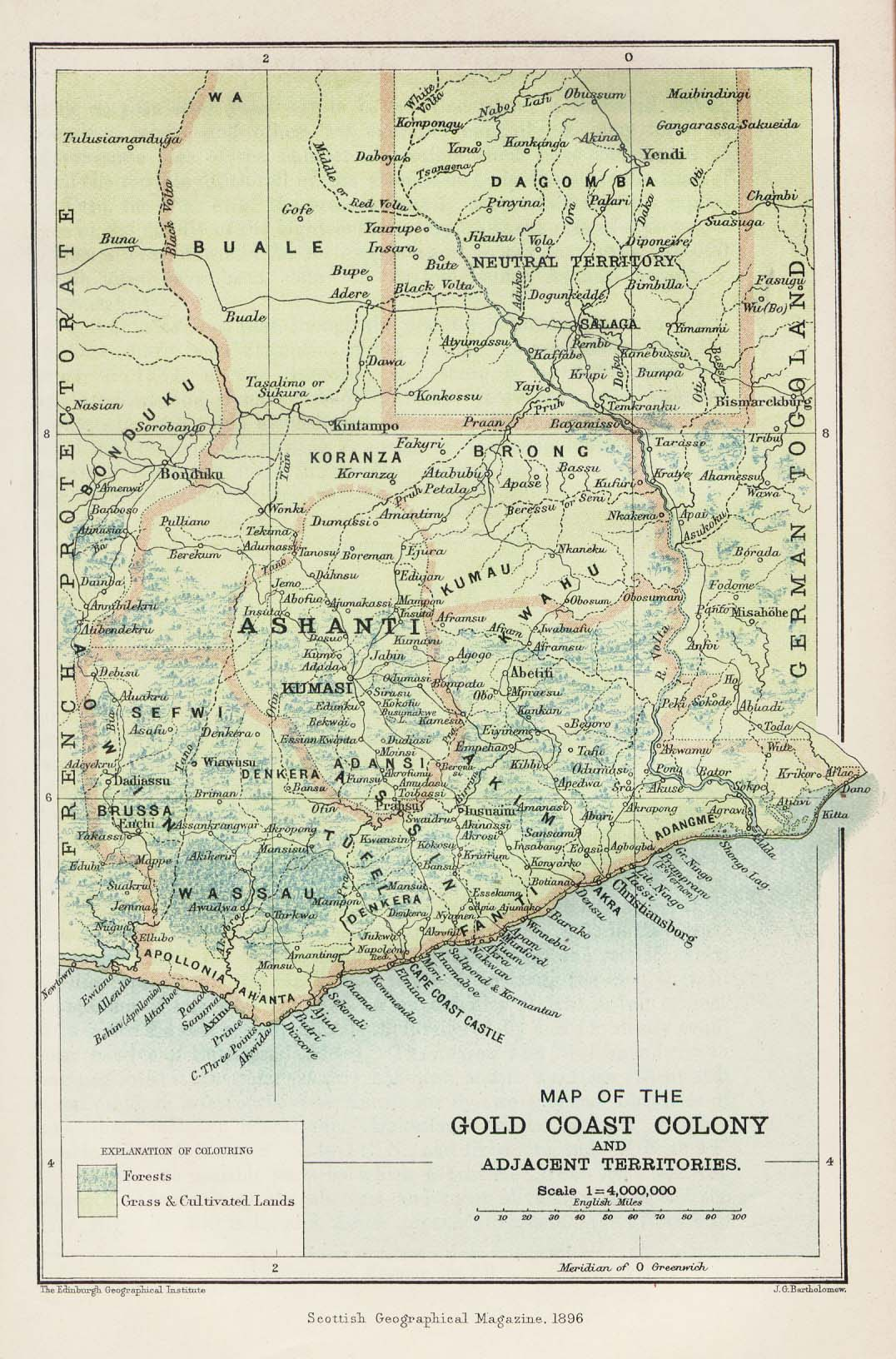
Mapa británico de 1896 de la colonia de Costa del Oro.

La historia de Ghana  registra en el IX milenio a. C. los primeros vestigios arqueológicos. La población actual proviene de las migraciones del siglo X de nuestra era, como consecuencia de la desintegración de los reinos de África occidental, entre ellos, el denominado reino de Ghana. Su nombre provenía del que se le daba a su gobernante, “Ghana”, y era uno de los estados más ricos de la región sudánica, ya que se dedicaba en especial al tráfico de oro.
En el actual territorio de Ghana, a lo largo de las rutas que llevaban a los yacimientos auríferos, se desarrollaron estados de origen akan, siendo los más importantes los reinos de Akan y de Twifu, en el valle del río Ofin. En el norte se crearon los reinos de Dagomba, Mamprusi, Gonja, Yatenga y Uagadugú, donde se adoptó la lengua mole-dagbane. Si bien estos reinos del norte mantuvieron mayoritariamente sus creencias locales, tuvieron una fuerte influencia musulmana debido a los intercambios comerciales. La unidad política más importante fue la Confederación Ashanti, de origen akan, que se fue expandiendo durante el siglo XVII y obligó a los estados vecinos a someterse a la autoridad del llamado ‘‘asantehene’‘.

## Reino de Dagbon
Según las tradiciones orales y las pruebas arqueológicas, los estados dagomba fueron los primeros reinos que surgieron en la actual Ghana, ya en el siglo XI, y estaban bien establecidos a finales del siglo XVI. Aunque los gobernantes de los estados dagomba no solían ser musulmanes, trajeron consigo, o acogieron, a musulmanes como escribas y curanderos. Como resultado de su presencia, el Islam influyó en el norte y la influencia musulmana se extendió gracias a las actividades de mercaderes y clérigos.
En el amplio cinturón de país accidentado entre los límites septentrionales del estado de Dagomba, de influencia musulmana, y los puestos más meridionales de los reinos mossi (del actual norte de Ghana y sur de Burkina Faso), había pueblos que no se incorporaron a la entidad dagomba. Entre estos pueblos se encontraban los agricultores kassena. Vivían en una sociedad llamada segmentada, unida por lazos de parentesco y gobernada por el jefe de su clan. El comercio entre los reinos akan y los reinos mossi del norte pasaba por su tierra natal, sometiéndolos a la influencia islámica y a las depredaciones de los más poderosos

## Estado de Bono
El Estado de Bono (o Bonoman) fue un estado comercial creado por el pueblo Bono, situado en lo que hoy es el sur de Ghana, de habla twi y perteneciente al grupo Akan. Se fundó en torno al siglo XI. Bonoman era un reino akan medieval situado en lo que hoy son Bono, Bono Este y Ahafo, regiones que llevan respectivamente los nombres de Bono, Ahafo y Costa de Marfil Oriental. Generalmente se acepta como el origen de los subgrupos del pueblo akan que emigraron fuera del estado en diversas épocas para crear nuevos estados akan en busca de oro. El comercio del oro, que empezó a florecer en Bonoman ya en el siglo XII, fue la génesis del poder y la riqueza akan en la región, a partir de la Edad Media. Varios aspectos de la cultura akan tienen su origen en el estado de Bono, como el paraguas utilizado por los reyes, las espadas de la nación, los taburetes o tronos, la orfebrería, la herrería, el tejido de tela kente y el pesaje del oro.

## Imperio portugués (1482-1642)
Durante las expediciones de los descubrimientos portugueses, en 1471 los navegantes  João de Santarém y Pedro Escobar alcanzaron el río Pra, donde pudieron comerciar polvo de oro con los indígenas, lo que daría lugar al nombre de Mina. Identificando la zona como el origen del oro de las caravanas transaharianas, establecieron en 1482 el castillo de São Jorge da Mina, una de las construcciones europeas de la Edad Moderna más antiguas en África. Además se construyeron el fuerte San Antonio (1515) en Axim y en el fuerte San Sebastiao (1523) en Shama. La Reforma Protestante socavó el monopolio portugués, siendo expulsados por los neerlandeses en 1642.

## Imperio neerlandés, sueco, danés, inglés y brandeburgués
Desde mediados del siglo XVII los imperios europeos establecieron puestos comerciales a lo largo de la costa. Se sucedieron o coexistieron la Costa de Oro neerlandesa, Costa de Oro sueca, Costa de Oro danesa y la Costa de Oro brandeburguesa. El principal interés era el oro, que fue desplazado por el comercio de esclavos en el comercio triangular hacia las colonias de estos países europeos en América, especialmente en las Antillas, con el imperio Ashanti como aliado.
La Costa de Oro británica adquirió los fuertes de la Costa de Oro danesa en 1850. Los ingleses tenían intereses comerciales en Ghana desde principios del siglo XVII, entre los que destacaba el fuerte negrero Coromantin (1651). Además, la Costa de Oro neerlandesa fue vendida a Reino Unido en el tratado de la Costa de Oro (1870).

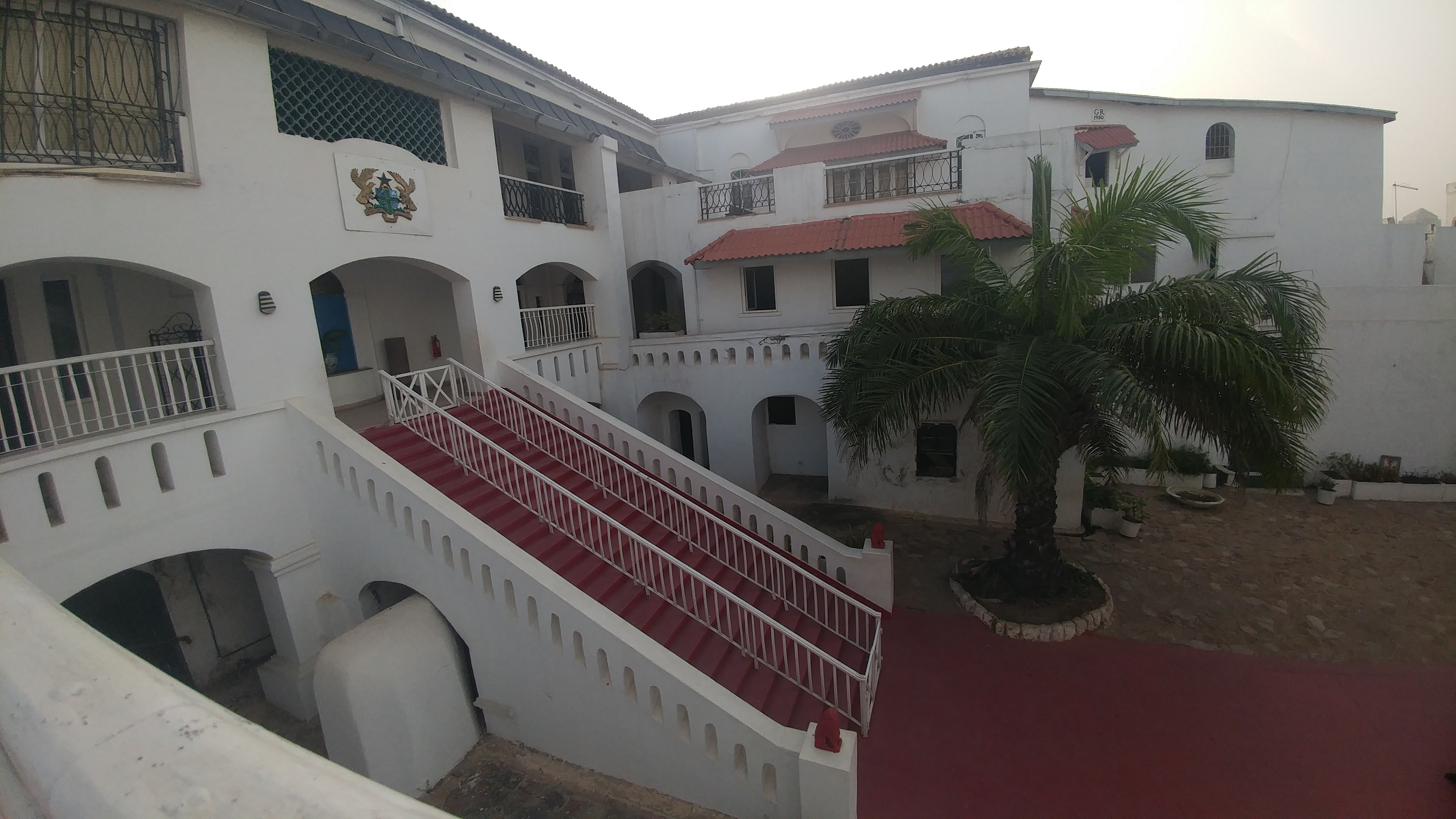
Castillo de Osu (Christianborg) con origen sueco del siglo XVII
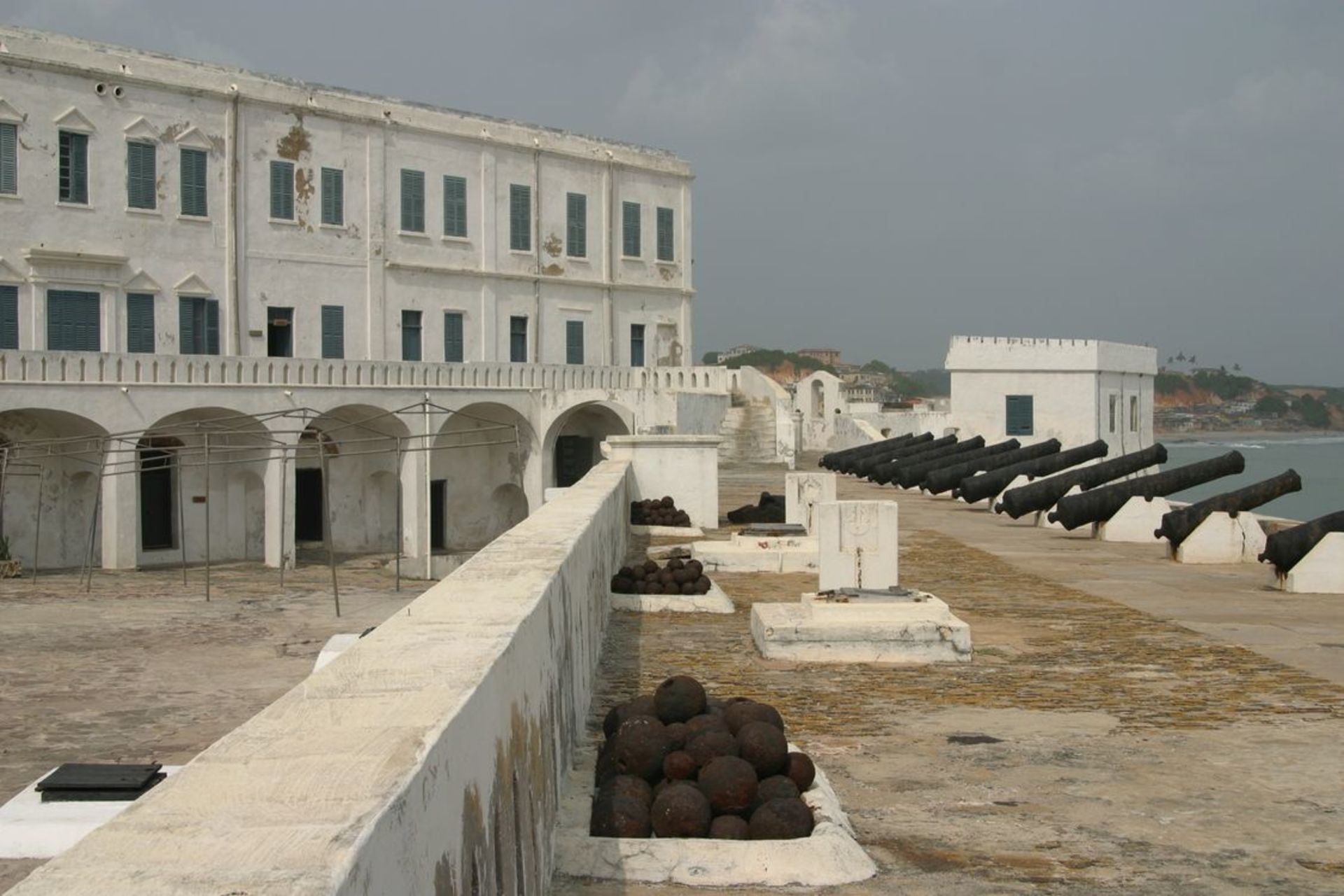
Castillo de Elmina con origen portugués del siglo XV
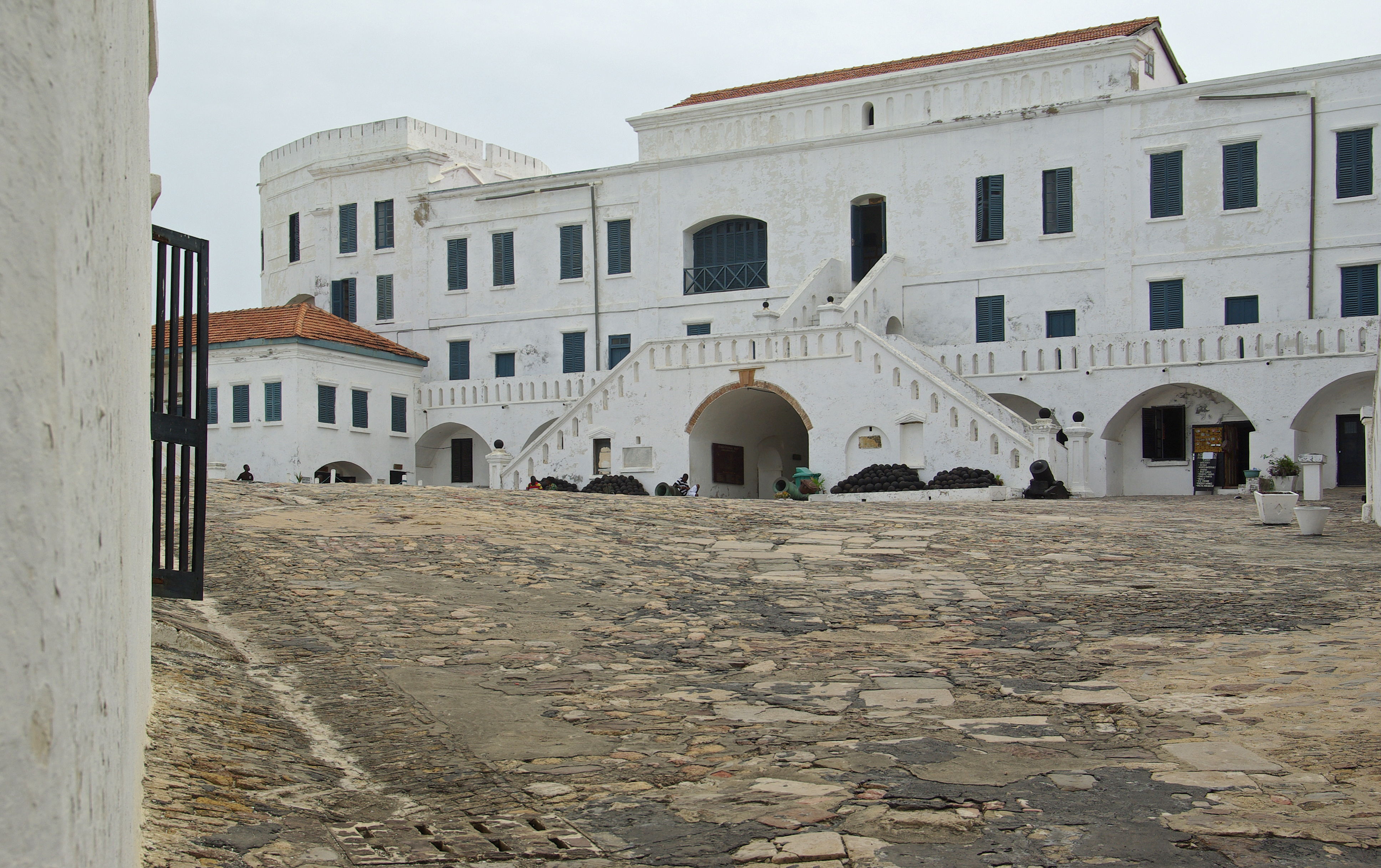
Castillo de la Costa del Cabo (Karlsborg) con origen sueco del siglo XVII
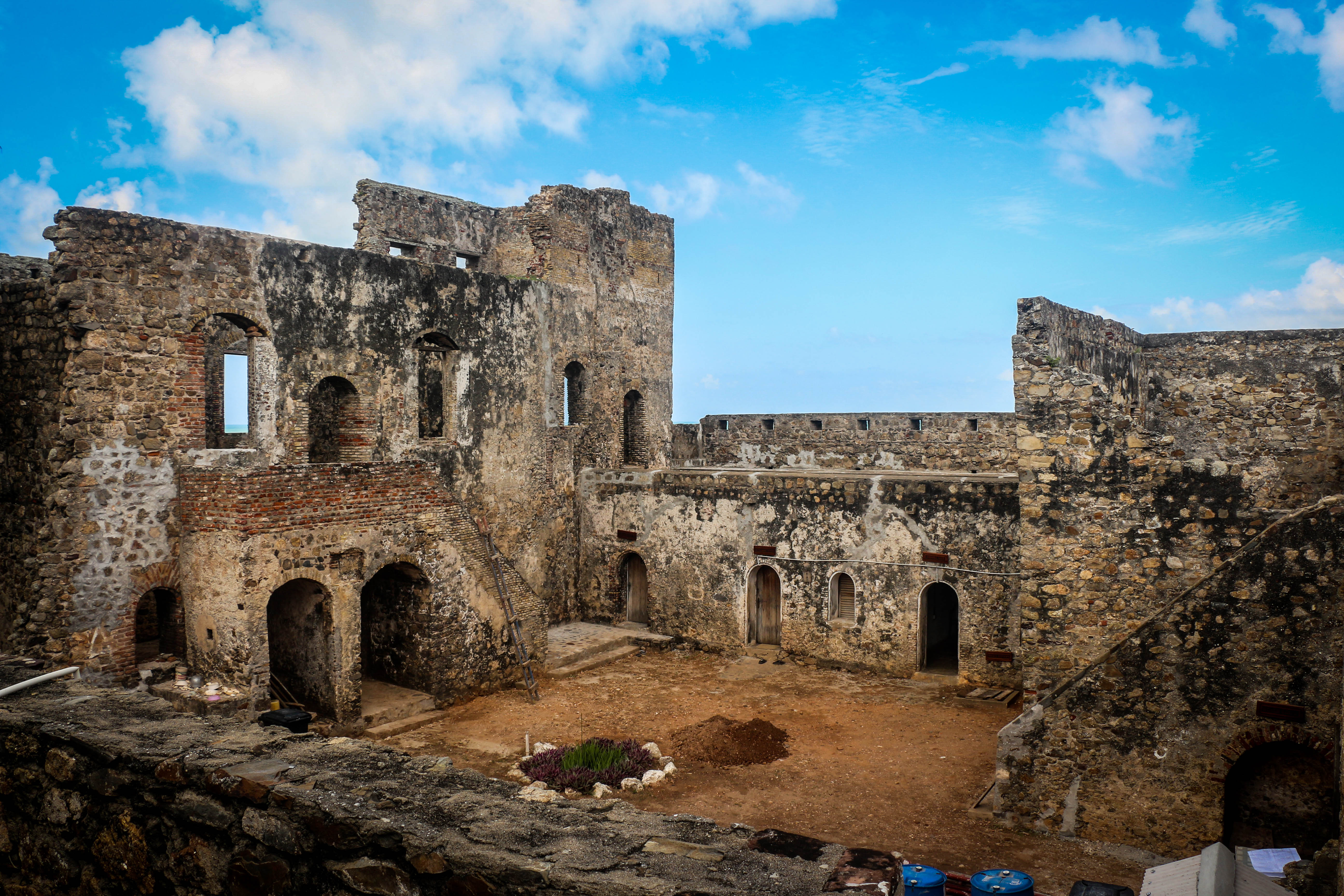
Fuerte Ámsterdam (Cormantin) de origen inglés del siglo XVII
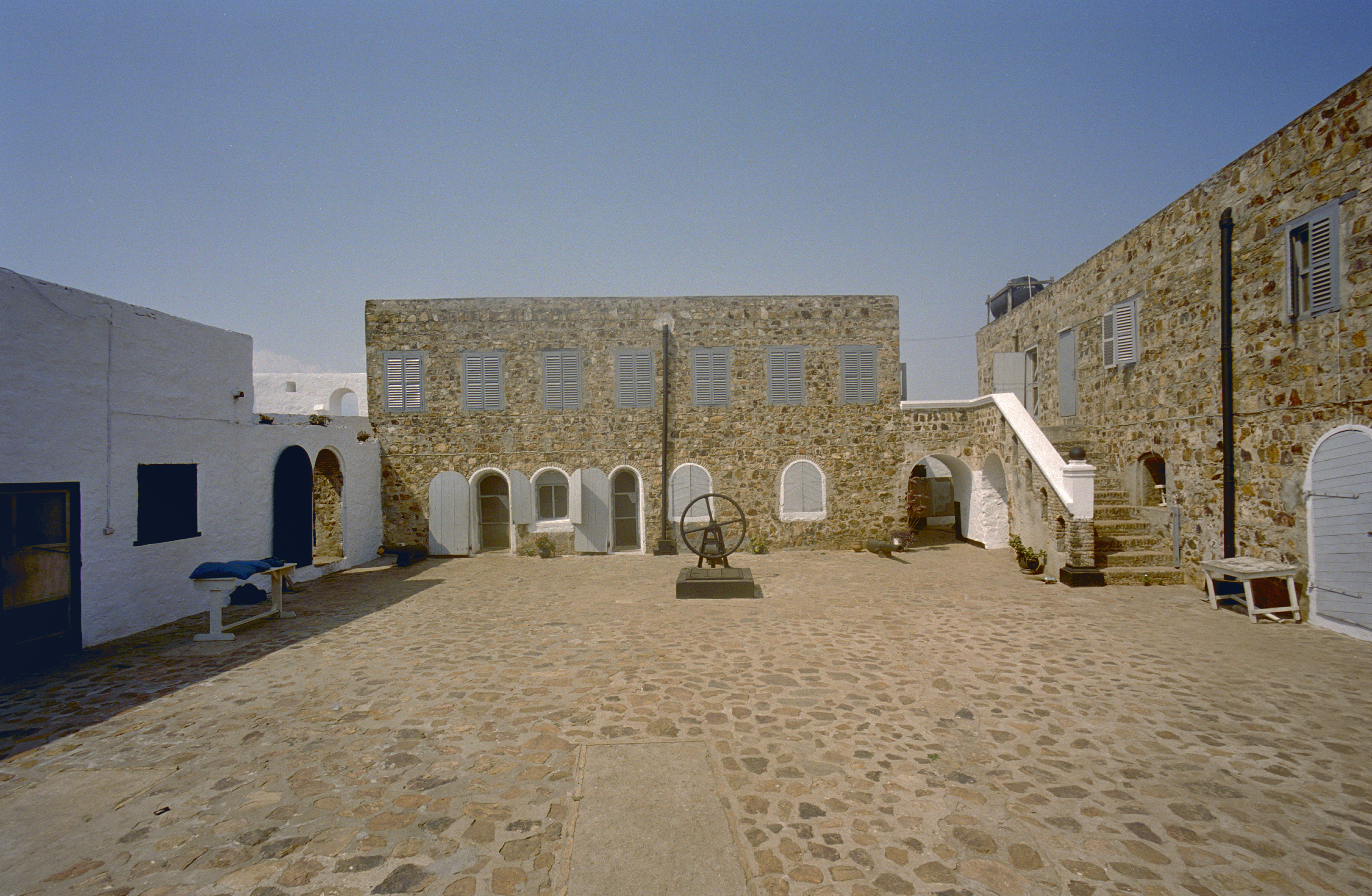
Fuerte Good Hope (Goede Hoop) con origen neerlandés del siglo XVII

## El Imperio Ashanti
Los reinos africanos se involucraron en el tráfico de esclavos realizando guerras de captura contra otros pueblos para proveer a los europeos. Tal fue el caso del imperio Ashanti, que se transformó en uno de los principales proveedores. En 1807, los británicos declararon ilegal el comercio de esclavos y, a partir de entonces, comenzaron a patrullar las costas, atacando a los barcos que pretendían vender esclavos para las plantaciones en América. No obstante, los que lograron evadir estos controles continuaron vendiendo esclavos incluso durante la segunda mitad del siglo.
El imperio Ashanti buscó conservar su poder en el territorio, por lo cual, a partir de 1807 lanzó ataques sobre las costas —donde se encontraban ubicados los fuertes europeos— reclamando derechos sobre esta zona. En 1817, los europeos firmaron un tratado con los ashanti por el cual reconocían su soberanía sobre gran parte de la costa y sus poblaciones.

## El dominio británico
Los fante, que habitaban sobre la costa atlántica, en la nueva ciudad de Acra, solicitaron protección a los británicos frente a las incursiones de los ashanti. Los ingleses fueron derrotados en 1824 y recién pudieron vencer a los ashanti dos años después,[cita requerida] en un ataque combinado con las fuerzas fante. En 1831, los británicos firmaron otro tratado de paz con el imperio ashanti, y varios reinos costeros fueron sometidos. En 1850 instauraron una administración de Costa de Oro, separada de Sierra Leona, y en 1872 compraron Elmina a los holandeses. Esto constituyó un duro golpe para los ashanti, ya que de este modo perdían su única salida al mar. Por ello invadieron la costa en 1873, pero los británicos respondieron invadiendo su capital, Kumasi, y los obligaron a firmar un tratado por el cual renunciaban a toda pretensión sobre las costas. A continuación crearon un protectorado en el territorio ashanti, incorporándolo a la colonia de Costa de Oro en 1902.

## De la colonización a la independencia
La administración colonial se dedicó a desarrollar el sector agrícola, especializando al territorio en la producción de cacao. Costa de Oro se convirtió en el exportador de más de la mitad de este producto que se consumía en el mundo. También desarrolló la explotación forestal y aurífera. Esto se complementó con la extensión ferroviaria y la apertura de escuelas estatales y misioneras. Para tener un dominio efectivo sobre la población, conservaron a los jefes tradicionales bajo la supervisión del gobierno colonial, ante el cual debían responder.
Los beneficios económicos obtenidos por los británicos de ningún modo redundaron en una mejor calidad de vida de los colonizados. Además, los nuevos africanos "educados", que habían tenido la oportunidad de estudiar en escuelas británicas e, incluso, viajar al Reino Unido para cursar carreras universitarias, carecían de todo derecho a participar en las decisiones políticas, y mucho menos a formar un gobierno propio. El único avance se dio en 1925, cuando se permitió la incorporación de seis jefes tradicionales al Consejo Legislativo, pero solo como miembros no oficiales, a los cuales se agregaron dos más en 1930.
La United Gold Coast Convention (UGCC), primer movimiento nacionalista creado en 1947 y liderado por J. B. Danquah y otros miembros de la minoría intelectual, solicitó el reemplazo de los jefes tradicionales en el Consejo Legislativo por africanos educados y la autonomía africana "en el menor tiempo posible". El secretario general de la UGCC, Kwame Nkrumah, un africano educado en Estados Unidos y simpatizante de las ideas panafricanistas, consideraba que era necesario exigir la autonomía inmediata y requerir respuestas frente al desempleo y los problemas económicos, que desembocaron en huelgas en 1948.
Nkrumah se separó del UGCC y en 1949 fundó el Convention People's Party (CPP). Las bases de este partido se encontraban sobre todo en las masas de trabajadores urbanos, llamados verandah boys, que eran empleados, pequeños funcionarios y algunos hombres de negocios. En 1950, Nkrumah lanzó la primera campaña de "acción positiva", consistente en huelgas, boicots y actos de desobediencia civil, que le valieron la detención y la cárcel. No obstante, simultáneamente inició negociaciones con los británicos, logrando que se permitieran ministros africanos en el Consejo Ejecutivo y que se instaurara una Asamblea Legislativa con miembros electos de todo el país. Nkrumah, que todavía se encontraba en la cárcel, obtuvo una curul en las primeras elecciones.
El gobernador, Charles Arden-Clarke excarceló a Nkrumah y lo invitó a continuar las negociaciones para formar un gobierno participativo. Las reformas de 1954 establecieron que la elección de los miembros de la asamblea sería directa, sin tener en cuenta la pertenencia étnica. Además, se introdujo el cargo de primer ministro, que recayó en Nkrumah.
El National Liberation Movement (NLM), de mayoría ashanti, se erigió como el partido de oposición impulsando una constitución federal para conservar los poderes regionales tradicionales. Pero su propuesta y en las elecciones de 1956 ratificaron el liderazgo del CPP en la asamblea. 
El 6 de marzo de 1957 se proclamó la independencia. Nkrumah continuó como primer ministro, mientras se mantenía la representación de la Corona británica a través de un gobernador general. Este cargo fue eliminado en 1960, cuando se optó por el sistema republicano. 
Ghana fue el primer país de África subsahariana que accedió a la independencia.

## La etapa independiente
Nkrumah prohibió los partidos políticos regionalistas o religiosos, y para erradicar la oposición se puso en vigencia el acta de detención preventiva, por la que se permitía al primer ministro disponer detenciones sin juicio previo. Tal fue el caso de Danqua, el líder del UGCC, quien murió en prisión, mientras que Kofi Abrefa Busia, que se encontraba al frente del opositor United Party (UP), formado por el NLM y otros, decidió exiliarse en Londres.
Al consagrarse la república, en 1960, Nkrumah fue elegido presidente vitalicio. Nkrumah promovió la unidad del continente (a través de la Unión de Estados Africanos) para enfrentar las presiones políticas de los grandes polos de poder. Internamente, impulsó la educación, extendió los servicios sanitarios y realizó grandes inversiones públicas, creando firmas estatales y construyendo el complejo electrometalúrgico del Volta, con la financiación de bancos occidentales. Las bases económicas coloniales, sin embargo, no se modificaron. Los ingresos siguieron proviniendo en la exportación de cacao, cuyo precio no había dejado de bajar en el mercado internacional. Durante el gobierno de Nkrumah Kofi Baako fue ministro de Educación e Información.
La crisis económica llevó a la oposición a organizar manifestaciones, las cuales fueron reprimidas. En 1964, se instauró un régimen de partido único. En 1966, el ejército organizó un golpe de Estado que derrocó a Nkrumah, quien se refugió en Guinea.
Los militares permanecieron en el gobierno hasta 1969, cuando se celebraron los comicios en los que Busia, del UP, fue elegido presidente. Otro golpe militar lo derrocó en 1972. Después de un corto período de aparente bienestar por la subida del precio del cacao, el desempleo se extendió a 500 000 personas y aumentaron la inflación y los precios de los alimentos. Entonces los reclamos de una vuelta a un gobierno civil comenzaron a extenderse. Se llamó a elecciones para el 10 de junio de 1979. Sin embargo, el 3 de junio el capitán Jerry Rawlings lideró un nuevo golpe de Estado. Las elecciones, que se celebraron diez días después de lo previsto, dieron el triunfo a Hilla Limann, representante del People's National Party (PNP), quien tuvo una permanencia efímera en el poder, ya que a fines de 1981 fue derrocado por Rawlings, que liberalizó la economía y lanzó un programa de recuperación económica. Para obtener financiamiento debió aceptar los condicionamientos del Fondo Monetario Internacional, que exigió la puesta en práctica de un programa de ajuste, el cual incluyó la devaluación de la moneda. La primera fase del plan llevó a la estabilidad económica y a la reducción de la inflación a un 20 % en 1987. Sin embargo, no se generaron nuevos empleos. Las voces requiriendo la vuelta a la democracia comenzaron a surgir desde diversos sectores. Rawlings preparó el camino hacia las elecciones, aunque proscribió a muchos partidos y potenciales candidatos. Logró así ser elegido presidente en 1992 como representante del National Democratic Congress (NDC). 

### Cuarta República
La Constitución entró en vigor el 7 de enero de 1993, para fundar la Cuarta República. Ese día, Rawlings asumió como presidente y los miembros del Parlamento juraron sus cargos. En 1996, la oposición disputó plenamente las elecciones presidenciales y parlamentarias, que los observadores nacionales e internacionales describieron como pacíficas, libres y transparentes. Rawlings fue reelegido con el 57% del voto popular. Además, el partido NDC de Rawlings ganó 133 de los 200 escaños del Parlamento, solo un escaño menos que la mayoría de dos tercios necesaria para enmendar la Constitución, aunque los resultados electorales de dos escaños parlamentarios enfrentaron desafíos legales.
En las elecciones presidenciales de 2000, Jerry Rawlings respaldó a su vicepresidente, John Atta-Mills, como candidato del gobernante NDC. John Kufuor, del New Patriotic Party (NPP), venció al oficialismo y fue elegido presidente. El nuevo gobierno tuvo éxito en frenar la escalada inflacionaria, logrando reducirla en un 40 %. Sin embargo, no pudo evitar la caída de los ingresos derivados de las exportaciones, ya que tanto los precios del cacao como del oro se desplomaron, debiendo enfrentar como principal problema la gran tasa de desempleo existente en el país (hasta un tercio de la población laboralmente activa). La presidencia de Kufuor vio varias reformas sociales, como la reforma del sistema del Seguro Nacional de Salud de Ghana en 2003.
La campaña electoral previa a los comicios nacionales del mes de diciembre de 2004 se vio opacada por un supuesto complot en el que habrían participado militares activos y retirados. De todas maneras, el oficialista del NPP derrotó al representante del Congreso Nacional Democrático (NDC) y el presidente Kufuor resultó reelecto, con una amplia mayoría en el parlamento.
En 2005 se inició el Programa de alimentación escolar de Ghana, en el que se proporcionaba una comida caliente gratuita al día en las escuelas públicas y los jardines de infancia de las zonas más pobres. Aunque algunos proyectos fueron criticados como inacabados o sin financiación, el progreso de Ghana se notó internacionalmente.El presidente Kufuor pronto renunció al poder en 2008. El gobernante Nuevo Partido Patriótico eligió a Nana Akufo-Addo, hijo de Edward Akufo-Addo, como su candidato, mientras que John Atta Mills, del Congreso Nacional Democrático, se presentó por tercera vez. Después de una segunda vuelta, John Atta Mills ganó las elecciones, derrotando a Nana Akuffo Addo. John Atta Mills prestó juramento como presidente el 7 de enero de 2009 en una transición pacífica. El 24 de julio del 2012, Mills murió por causas naturales y fue sucedido por el vicepresidente John Dramani Mahama el 24 de julio de 2012. Este último escogió al entonces gobernador del Banco de Ghana, Kwesi Amissah-Arthur, como su vicepresidente. El Congreso Nacional Democrático ganó las elecciones de 2012, lo que hizo que John Mahama gobernara nuevamente como presidente de la república, asumiendo el cargo de manera formal el 7 de enero del 2013. 
Como resultado de las elecciones presidenciales de Ghana de 2016, Nana Akufo-Addo se convirtió en presidente electo y asumió como quinto presidente de la Cuarta República de Ghana y octavo presidente de Ghana el 7 de enero de 2017. En diciembre de 2020, el presidente Nana Akufo-Addo fue reelegido después de una elección muy reñida.